# Ultima VI
Ultima VI: The False Prophet, pubblicato da Origin Systems nel 1990, è il sesto videogioco della serie di giochi di ruolo Ultima.  È anche l'ultimo gioco della trilogia "Età della luce" (Age of Enlightenment).
Uscito inizialmente per MS-DOS, poi per diversi altri computer e per Super Nintendo, è il primo capitolo della serie di Ultima non disponibile su Apple II, la piattaforma su cui la serie nacque dieci anni prima.
Il motore di Ultima VI fu anche usato per i titoli della serie Worlds of Ultima.

## Trama
Alcuni anni dopo il restauro del potere di Lord British, l'Avatar è tornato a vivere tranquillamente nel ventesimo secolo, quando viene richiamato su Britannia, il mondo di Ultima, attraverso un cancello lunare. Ma appena lo attraversa viene catturato e legato a un altare sacrificale da alcune creature d'aspetto simile a demoni alati: i gargoyle. Immediatamente viene liberato dai suoi compagni, accorsi a salvarlo e insieme rubano il testo sacro che il sacerdote gargoyle stava utilizzando. Nel castello di Britain, l'Avatar viene a conoscenza che i Santuari delle Virtù sono stati assaliti dai gargoyle, così egli parte insieme a Iolo, Dupré e Shamino per liberare Britannia dai suoi nuovi invasori, di cui dovrà scoprire anche la provenienza e le intenzioni.

## Modalità di gioco
Questo gioco segna la fine dell'uso di scale multiple; nei giochi precedenti una città, castello o un dungeon sarebbe stato rappresentato da un simbolo sulla mappa principale, che si sarebbe espanso in una sottomappa al momento dell'entrata nella struttura. Adesso l'intera mappa è in una singola scala, con le città e le altre locazioni integrate in essa in modo continuo. Non ci sono più quindi i dungeon con rappresentazione 3D in prima persona.
Il layout dello schermo e la suddivisione del terreno in caselle restano come nei tre precedenti titoli, ma la visuale sulla mappa passa da bidimensionale dall'alto a isometrica con l'asse delle altezze obliquo.
I personaggi nel gruppo del giocatore inizialmente sono quattro, ma possono arrivare a otto (solo sei per il Super Nintendo) trovando altri alleati nel corso del gioco. Appartengono a tre classi con capacità differenti: Avatar, guerrieri e bardi.
L'utilizzo della magia richiede sia energia mentale, sia gli ingredienti da combinare. Contrariamente ai primi titoli della serie, l'Avatar dispone di poche magie all'inizio, e deve apprenderne di nuove durante il gioco.
Il dialogo con i personaggi non giocanti è importante per raccogliere informazioni. I ritratti di tali personaggi vengono mostrati in finestra mentre gli si parla. 

## Audio
Il gioco in versione MS-DOS supporta anche schede audio per riprodurre musica, il che non era cosa comune per l'epoca in cui fu pubblicato. Altri effetti sonori, come il clangore delle spade, rumori magici, o le esplosioni, sono ancora emessi dall'altoparlante di sistema.
Per il mercato giapponese, fu fatto un port per la piattaforma FM Towns. Questa versione, su CD-ROM, include dialoghi parlati sia in inglese che in giapponese. È interessante notare come in questa versione il doppiaggio sia stato fatto alla Origin, usando principalmente le persone sulle quali erano basati i personaggi del gioco (ad esempio, Richard Garriott per Lord British, e così via). Tra i supporti su cui il gioco è stato pubblicato vi è anche una versione su cartuccia per Super Nintendo.